# Parliament House (Melbourne)

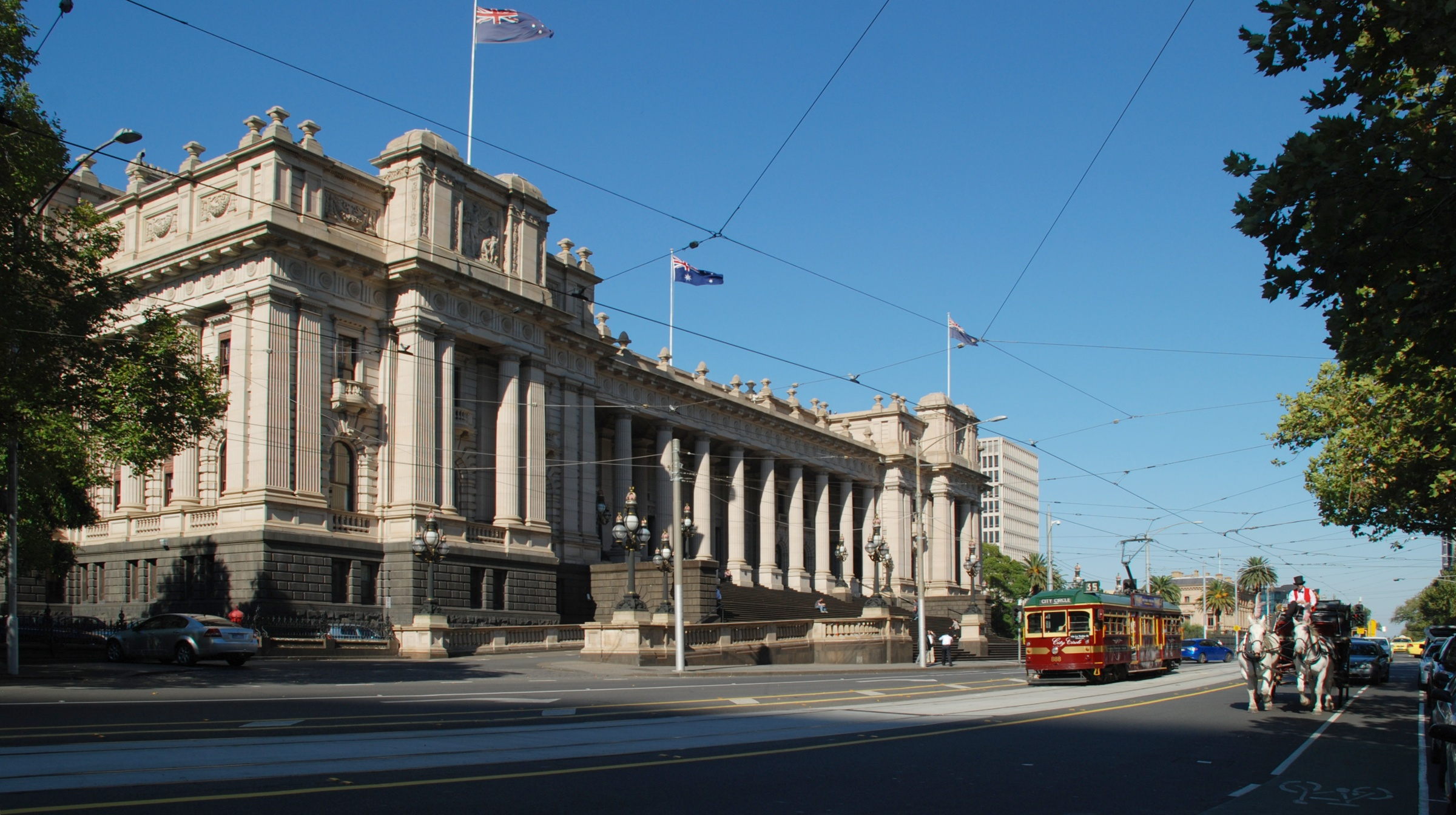
Parliament House am Spring Street

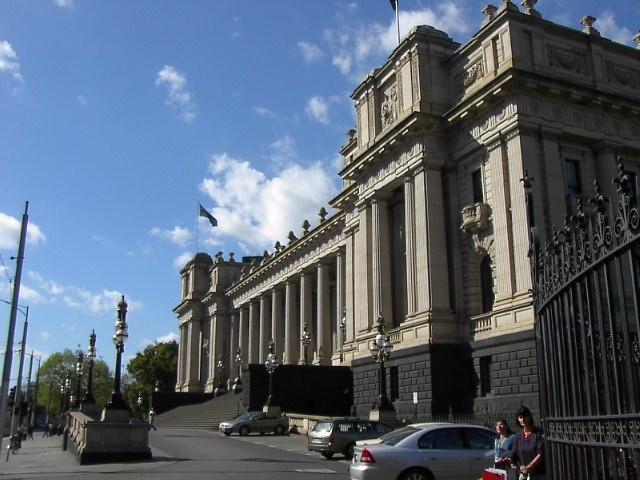
Parliament House, Melbourne

Im Parliament House in Melbourne finden seit 1855 die Sitzungen des Parlaments von Victoria statt. Eine Ausnahme ist lediglich der Zeitraum zwischen 1901 und 1928, in dem es als Sitz des australischen Parlaments diente. Es handelt sich um das größte aus dem 19. Jahrhundert stammende öffentliche Gebäude Australiens.

## Geschichte
Bereits 1851 wurde der Landvermesser Robert Hoddle von Charles La Trobe, dem damaligen Gouverneur Victorias, damit beauftragt, einen Ort für die Errichtung des Parlamentsgebäudes zu suchen. Hoddle wählte einen Platz auf dem östlichen Hügel am Ende der Bourke Street, von wo aus man damals die ganze Stadt überblicken konnte. Es wurde versucht, in einem Wettbewerb ein passendes Design für das Gebäude zu finden, aber alle Vorschläge wurden abgelehnt, sodass Charles Pasley, der Architekt der Regierung, den Bau schließlich nach einem eigenen Entwurf durchführte. Später wurde dieses Design von Peter Kerr, einem anderen Architekten, abgeändert.
Der Bau des Parliament House begann im Dezember 1855. Es wurde etappenweise zwischen 1856 und 1929 fertiggestellt. Die Kammern für die Victorian Legislative Assembly und den Victorian Legislative Council waren 1856, die an der Bibliothek 1860 und die Great Hall (heute Queen’s Hall) sowie das Vestibül 1879 fertig. In den 1880er Jahren, als der Goldrausch in Victoria seinen Höhepunkt erreichte, wurde entschieden, eine klassische Kolonnade und einen Portikus an der Seite der Spring Street hinzuzufügen, die zusammen heute dem Gebäude seinen monumentalen Charakter verleihen. Diese Erweiterung wurde 1892 beendet. Der Nordflügel war 1893 und die Erfrischungsräume an der Rückseite des Gebäudes 1929 fertiggestellt.
Pasley und Kerr planten auch, das Gebäude mit einer Kuppel zu versehen. Als 1891 eine schwere Wirtschaftskrise begann, wurden diese Pläne jedoch wieder aufgegeben. Von Zeit zu Zeit äußerten Stimmen aus Regierungskreisen Interesse daran, die Kuppel hinzuzufügen und das Parliament House damit zu vervollständigen. Bestrebungen dieser Art sind bisher allerdings meist an den enormen Kosten, die ein solches Unternehmen verursachen würde, gescheitert. Die Regierung Kennett, die aus den Wahlen 1992 als Sieger hervorging, bildete ein Komitee, das sich mit dem Bau der Kuppel beschäftigen sollte, das Projekt wurde nach Streikandrohungen der Gewerkschaften aber wieder eingestellt.
Zwischen 1901 und 1928 fanden im Parliament House die Sitzungen des australischen Parlaments statt, da in der australischen Verfassung zu diesem Zeitpunkt noch keine Bestimmungen in Bezug auf eine neue Hauptstadt enthalten waren und es außerdem einige Zeit dauerte, bis ein geeigneter Siedlungsplatz gefunden war und mit der Errichtung der Hauptstadt begonnen werden konnte. Während dieser Zeit tagte das Parlament Victorias im Royal Exhibition Building in Carlton, was die Abgeordneten keinesfalls zufriedenstellte. Viele wichtige Ereignisse der australischen Geschichte fanden in diesem Gebäude statt. Dazu zählen unter anderem die Gründung der Australian Labor Party auf Bundesebene, der Zusammenschluss der Free Trade Party mit der Protectionist Party zur Liberal Party im Jahre 1909.